# Ebulloscopía
La ebulloscopía es la determinación del punto de ebullición de un líquido en el que se halla disuelta una sustancia, lo que permite conocer el grado de concentración de la solución.
El soluto que se encuentra en un líquido disminuye su presión de vapor, lo que se traduce en un incremento del punto de ebullición. De acuerdo con la Ley de Raoult, este incremento del punto de ebullición en relación con el del disolvente puro es proporcional a la molalidad de la sustancia disuelta.